# Continental AG
Pour les articles homonymes, voir Continental.
Continental AG est un équipementier automobile allemand créé en 1871 dont le siège est à Hanovre. Connue principalement pour ses pneumatiques (branche pneumatique), cette multinationale fabrique également des pièces automobiles (branche automobile) et se consacre au recyclage de caoutchouc (ContiTech).

## Histoire

### Avant-guerre
En 1868, une petite fabrique de caoutchouc de Hanovre, la Neue Hannoversche Gummi-Warenfabrik fait faillite. L'un des créanciers, le banquier Moritz Magnus (de), la reprend, réunit des investisseurs pour fonder, le 8 octobre 1871, la société anonyme Continental Caoutchouc & Gutta-Percha. En 1882, le « cheval sautant », l'emblème de la Basse-Saxe, est déposé comme marque de fabrique. Ce symbole complète le nom de la marque dont les premières lettres, le "C" et le "O" forment une roue avec le pneu et la jante dans le logo. En 1892, Continental est la première société allemande à fabriquer des pneumatiques pour bicyclette appelés « pneumatics ». En 1898, la production de pneumatique automobile lisse démarre à l'usine de Hanovre-Vahrenwald.
En 1900, le tissu Continental est utilisé pour assurer l'étanchéité des compartiments à gaz du premier dirigeable allemand LZ 1. En 1901, un véhicule Daimler nommé pour la première fois Mercedes gagne la course automobile Nice-Salon-Nice sur des pneumatiques Continental. En 1904, Continental présente un pneu automobile à bandes de roulements profilées, une première mondiale,. En 1905, Continental fabrique des pneus anti-dérapants à rivets, précurseur des futurs pneus à clous. L'affichiste Ernest Montaut exécute la compagne publicitaire en France. En 1907, la première édition de l'Atlas routier continental pour automobiles et motocyclistes est lancée.
En 1908, Continental invente la jante démontable pour voiture de tourisme, une importante nouveauté permettant d'économiser temps et effort lors d'un changement de pneu. En 1909, pour la première fois, sont confectionnés des pneus expérimentaux à partir d'échantillons de caoutchouc de synthèse mis au point par Bayer et vulcanisés avec succès par Continental. Louis Blériot est le premier à réussir le survol de la manche dans un avion construit avec du tissu Continental pour avion. En 1912, débutent les travaux de construction d'un bâtiment administratif à Vahrenwald d'après des plans de l'architecte Peter Behrens — la ville de Hanovre a racheté ce bâtiment en 1986 pour y installer un centre de technologie. 1914 est marquée par la triple victoire de Daimler au Grand Prix de France sur les pneus Continental.

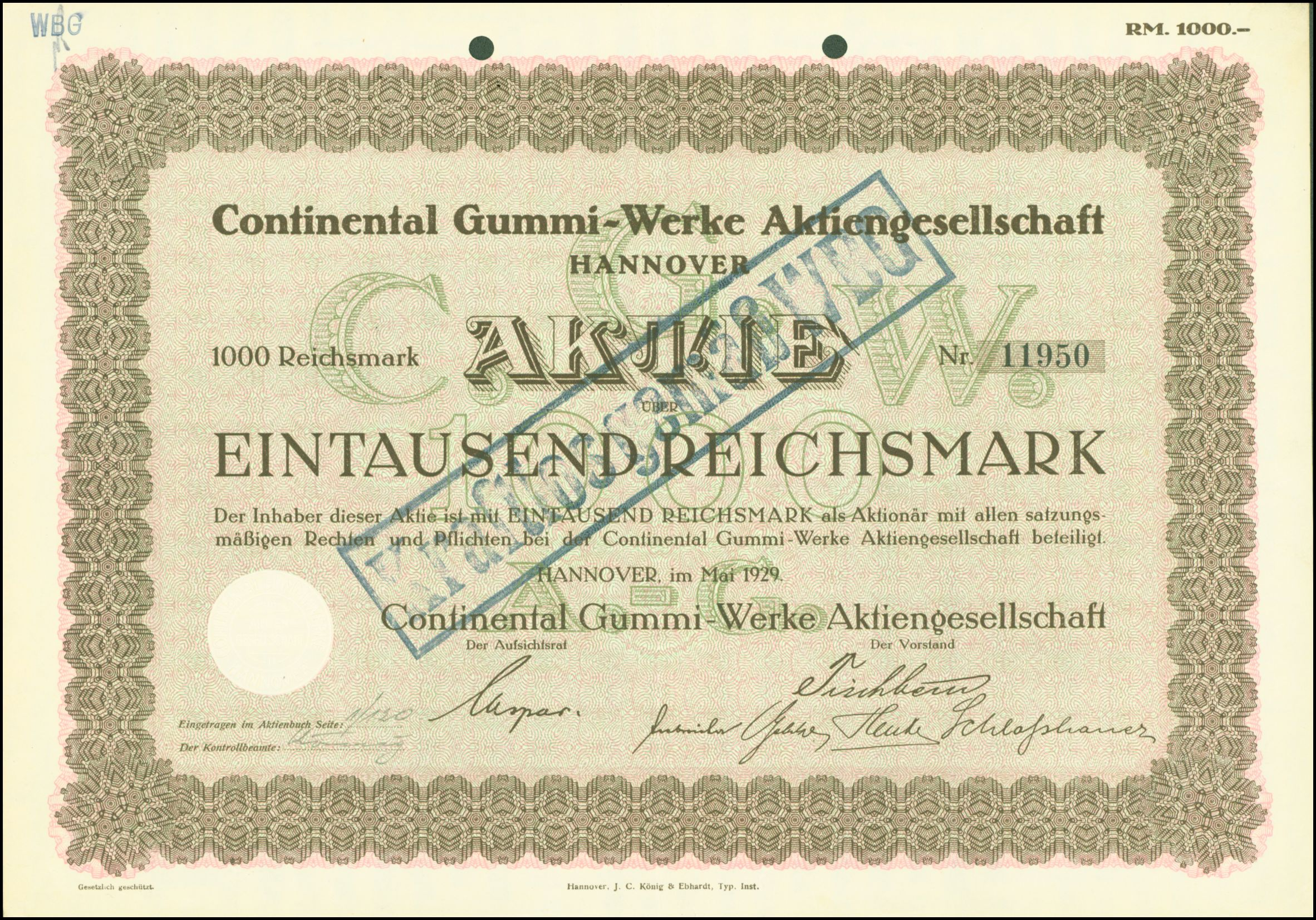
Action de la Continental Gummi-Werke AG en date du mai 1929

En 1921, pour son cinquantenaire, Continental est la première en Allemagne à lancer sur le marché le pneu à câbles textiles, dans lequel un tissu fin remplace la toile tissée, augmentant ainsi la souplesse du pneu. En 1926, l'addition de noir de carbone procure au pneu une résistance supérieure à l'usure, une meilleure tenue au vieillissement ainsi que sa couleur noire caractéristique. Les années 1928/1929 sont marquées par la fusion avec des grandes entreprises de l'industrie du caoutchouc et la création de la société anonyme Continental Gummi-Werke AG, et par l'acquisition des usines de Hanovre-Limer et de Korbach, en Hesse. En 1932, l'appellation Schwing-Metall de câbles élastiques en caoutchouc adhérisé sur le métal pour l'amortissement des chocs et des bruits de structure dans la suspension de moteurs, sont lancés.

### Troisième Reich
Sous le Troisième Reich, l'entreprise s'adapte progressivement à l'idéologie nazie, puis collabore activement avec le régime hitlérien. L'historien Paul Erker, missionné par l'entreprise, et qui rend en 2020 un rapport intitulé « Fournisseur de la guerre hitlérienne » indique que « Continental formait l’épine dorsale de l’économie de guerre des nazis », notamment parce que l'entreprise produisait des pièces essentielles aux chars, aux avions.
Plusieurs centaines des 10 000 travailleurs forcés employés par l'entreprise décèdent « dans des conditions de travail inhumaines ». L'entreprise a également recours aux prisonniers du camp de concentration d’Oranienbourg-Sachsenhausen : « les prisonniers devaient courir 30 à 40 kilomètres par jour sous la pluie, la neige ou en plein soleil pour tester les semelles de Conti avec des chaussures qui n’étaient souvent pas à la bonne taille. Celle ou celui qui ne parvenait pas au bout du test était immédiatement exécuté par la SS ».
Les dirigeants de l'entreprise compromis avec le nazisme sont, pour la grande majorité, épargnés par la dénazification d'après-guerre. Si l'entreprise contribue, comme de nombreuses autres entreprises allemandes, au fonds d'indemnisation des victimes du travail forcé, elle fait également partie des compagnies qui ont pendant longtemps cherché à « occulter son rôle sous le Troisième Reich ».
Entre 1935 et 1940, est marquée par la victoire sensationnelle des voitures de course Mercedes et Auto Union équipées de pneus Continental. Quatre victoires consécutives au Grand Prix d'Allemagne, quatre victoires à Tripoli (Afrique du Nord), trois en Italie et de nombreux records de vitesse contribuent à la renommée internationale de coureurs tels que Rudolf Caracciola, Bernd Rosemeyer et Hans Stuck. En 1936, la production de pneus à la base de caoutchouc de synthèse démarre. En 1938, Continental pose la première pierre de l'usine de pneus de Hanovre-Stöcken. En 1943, Continental demande le brevet pour pneus sans chambre à air.

### Après guerre
En 1945, les dégâts sont considérables dans les usines de Hanovre-Vahrenwald et de Korbach à la suite des bombardements alliés pendant la Seconde Guerre mondiale. Dès le 14 juin, le gouvernement militaire anglais donne l'autorisation de reprendre la production dans les usines de Hanovre.
En 1951, la production des bandes transporteuses à carcasse métallique Stahlcord démarre. En 1952, en plus des pneus classiques, Continental propose pour la première fois des pneus M+S spécialement conçus pour la circulation en hiver. Au début de l'année 1955, Continental est la première société allemande à démarrer la production de pneus sans chambres. Elle est également la première à mettre au point des membranes de suspension pneumatique pour autocars/autobus et poids lourds.
En 1960, la production en série de pneus à carcasse radiale démarre. En 1961, l'usine de Dannenberg (Elbe) est achevée pour, dans un premier temps, élaborer des produits en matières plastiques pour l'industrie automobile.
En 1964, une usine de pneumatiques à Sarreguemines est construite, avec l'installation d'une usine de produits industriels en caoutchouc à Northeim. En 1967, le centre Contidrom, centre d'essais de pneumatiques, est inauguré.
En 1994/1995, la longueur de ce terrain d'essais fait plus de 3,8 km de long. En 1995, la division équipement automobile est créée.
En 2001, un parcours d'appréciation du niveau sonore de 3,7 km de long y est mis en service.

### Acquisition et diversification

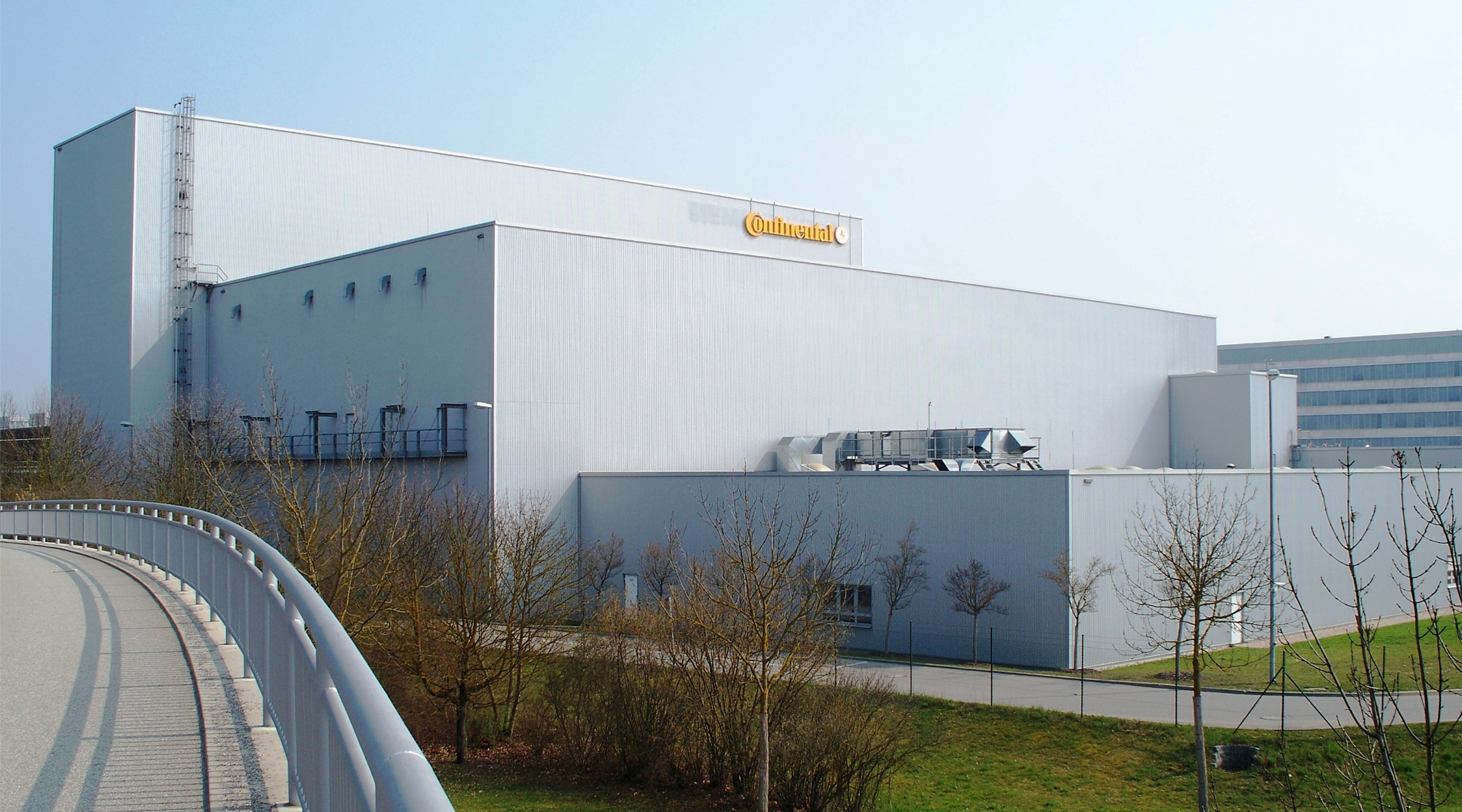
L'usine moderne de Ratisbonne, en Allemagne.

Le 5 décembre 2007, la filiale de Siemens, Siemens VDO Automotive AG est acquise par Continental AG pour 11,4 milliards d'euros, propulsant Continental AG au 5e rang des équipementiers automobiles au niveau du volume des ventes.
En 2008, la production en série de la première batterie Li-ion pour l'automobile commence dans l'usine de Nuremberg ; Son développement est assuré dans le centre technologique de Berlin.
Le 16 juillet 2008, Schaeffler Gruppe lance une OPA sur Continental, que ce dernier refuse. Le 21 août 2008, Schaeffler Gruppe acquiert, en pratique, le contrôle de Continental AG.
Le 11 mars 2009, Continental annonce la fermeture de deux sites de production en Europe, l'usine française de Clairoix, dans l’Oise, et une usine de production de pneus de camions à Hanovre, en Allemagne. Au total, 1 900 postes sont supprimés sur les 160 000 que compte le groupe dans le monde. Le 30 août 2013, le conseil de prud’hommes de Compiègne, saisi par Xavier Mathieu, a invalidé le licenciement des 678 anciens salariés de l'usine Continental de Clairoix pour absence de motif économique.
En février 2014, Continental acquiert l'entreprise américaine Veyance, spécialisé dans la mécanique et les courroies et emploie 9 000 personnes, pour 1,9 milliard de dollars. Il l'intègre à sa division Contitech.
Le 19 mai 2015, Continental annonce le rachat pour 600 millions d'euros de la branche automobile du groupe finlandais Elektrobit (fi), afin de diversifier sa gamme, compte tenu de l'augmentation de produits informatiques dans les voitures
En février 2024, Continental annonce la suppression de 3% de ses effectifs à l'horizon 2025 (soit 7150 suppressions d'emplois).

## Activités
En septembre 2018, le groupe affichait un effectif de plus de 244 000 personnes réparties dans 60 pays à travers le monde, Continental AG est composé de cinq grandes divisions : 
- Continental pneumatiques (CA : 10,4 milliards €, effectif : 48 955 personnes)
- ContiTech (élastomères techniques, CA : 5,4 milliards €, effectif : 42 648 personnes)
- Automotive Group : Chassis & Safety, Vitesco Technologies (Powertrain)[22], Interior (systèmes électroniques, CA : 24,5 milliards €, effectifs : 124 753 personnes ).

De plus, depuis le rachat de la division Automotive du groupe Siemens VDO en 2007, le CA annuel du groupe est passé de 13 à 24 milliards d'euros. L'ensemble des synergies stratégiques entre ces deux groupes a permis à ce nouvel ensemble de devenir le 4e équipementier mondial.
L'ancienne division Powertrain, dont le dernier chiffre d'affaires s'élevait à 7 milliards d'euros et qui employait environ 40.100 personnes, a été scindée le 15 septembre 2021 et est cotée à la bourse de Francfort depuis le 16 septembre 2021 sous le nom de Vitesco Technologies.
Continental investit également dans les systèmes de propulsion hybride et électrique : Continental a développé en partenariat avec Daimler AG la première batterie Li-ion dans l'automobile pour la Mercedes S400 Hybrid (W221, 2009) ainsi que pour la BMW Serie 7 (2009).
Continental AG possède de nombreuses marques de pneumatiques (Continental, Uniroyal Europe, Blackstone, Semperit, Barum, General Tire, Euzkadi, Viking, Gislaved, Mabor), est actionnaire du réseau d'entretien auto Eurotyre et, via son entité ContiTrade, est propriétaire du réseau BestDrive d'entretien tous véhicules pour particuliers et professionnels.
Continental fournit des pneus à de nombreux constructeurs tels que BMW, DaimlerChrysler, Ford, Renault, Peugeot, Saab, Toyota, Nissan, Smart, Opel, Porsche, etc., pour équiper leurs véhicules en première monte.

## Sites de production de pneumatiques

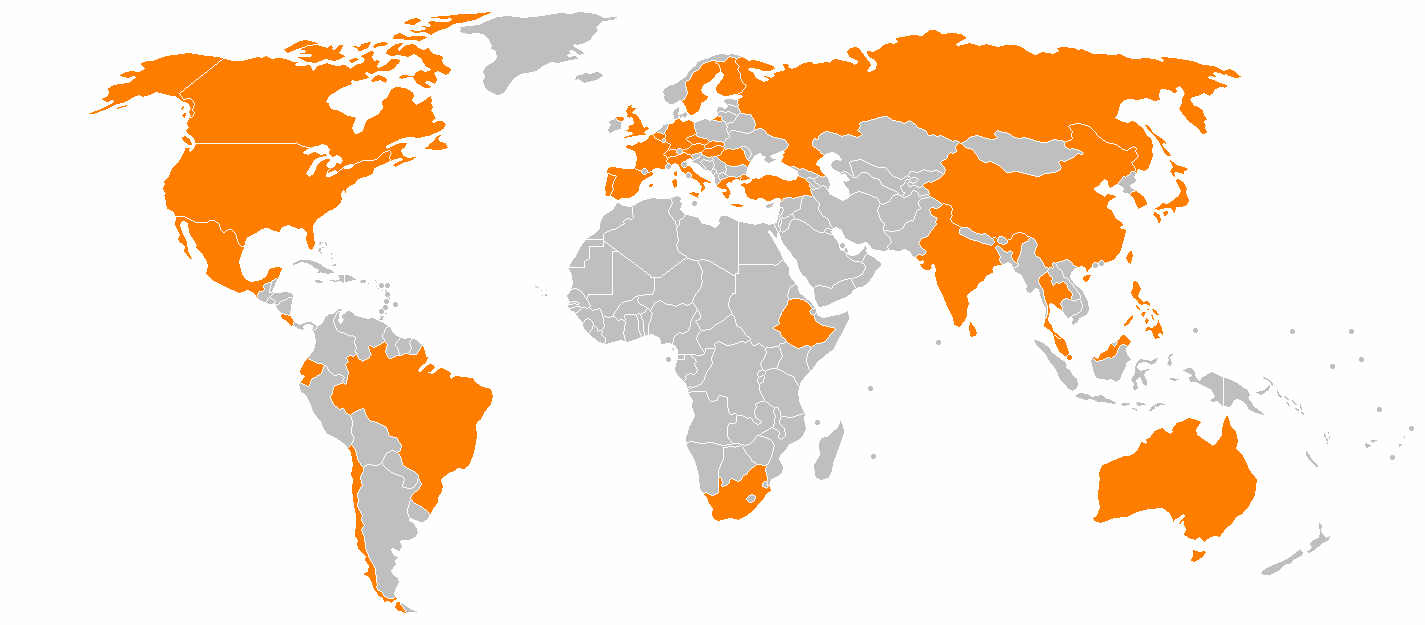
Présence industrielle de Continental dans le monde.

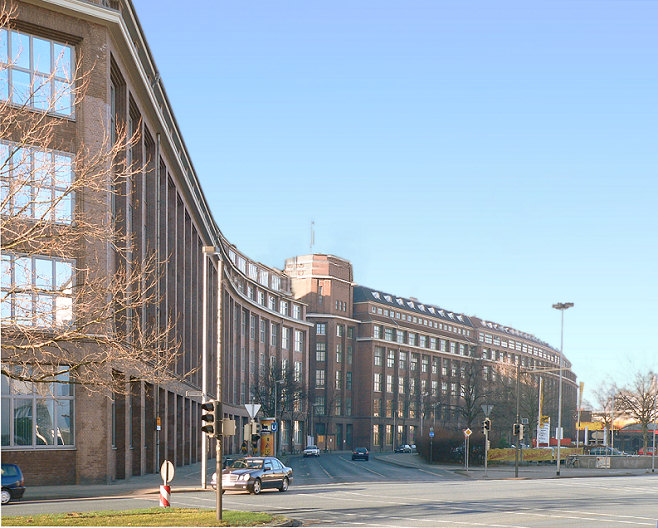
L'usine Continental de Hanovre, en Allemagne, se situe au cœur de la ville.

Il existe 9 usines de pneumatiques en Europe, 1 en Afrique, 6 en Amérique et 4 en Asie :  
- Allemagne : Aix-la-Chapelle, Korbach et Hanovre
- France : Sarreguemines
- Portugal : Lousado (à Vila Nova de Famalicão)
- Roumanie : Timisoara
- République tchèque : Otrokovice
- Russie : Kalouga
- Slovaquie : Puchov
- Afrique du Sud : Port Elizabeth
- États-Unis: Barnesville (Géorgie), Mount Vernon (Illinois), Uvalde, Texas et Clinton (Mississippi) (démarrage de la production en 2020[24])
- Mexique : San Luis Potosí
- Équateur : Cuenca
- Brésil : Camaçari
- Chine : Hefei
- Malaisie : Alor Star et Petaling Jaya
- Inde : Uttar Pradesh

Continental a annoncé au début de 2015 qu'elle allait investir 1 milliard d'euros en Chine à l'horizon 2020 et l'ouverture d'une usine 100 % écologique dans le Mississippi en investissant 1,4 milliard € dans ce projet (ouverture prévue 2020).